# Superprestige 1992-1993
Navigation
1991-1992 1993-1994
La 11e édition du Superprestige s'est déroulée entre les mois d'octobre 1992 et février 1993. Elle comprenait onze manches disputées par les élites. Le classement général a été remporté par Daniele Pontoni.

## Barème
Les 15 premiers de chaque course marquent des points pour le classement général suivant le tableau suivant :
| Position           | 1er | 2e | 3e | 4e | 5e | 6e | 7e | 8e | 9e | 10e | 11e | 12e | 13e | 14e | 15e |
| Classement général | 15  | 14 | 13 | 12 | 11 | 10 | 9  | 8  | 7  | 6   | 5   | 4   | 3   | 2   | 1   |

## Hommes élites

### Résultats
| #  | Date         | Lieu                                       | Vainqueur           | Deuxième            | Troisième           | Leader du classement général |
| -- | ------------ | ------------------------------------------ | ------------------- | ------------------- | ------------------- | ---------------------------- |
| 1  | 1er octobre  | Plzeň (Grand Prix Škoda)                   | Pavel Elsnic        | Thomas Frischknecht | Daniele Pontoni     | Pavel Elsnic                 |
| 2  | 1er novembre | Valkenswaard (Cyclo-cross de Valkenswaard) | Adrie van der Poel  | Richard Groenendaal | Filip Vanluchem     |                              |
| 3  | 10 novembre  | Gieten (Cyclo-cross de Gieten)             | Danny De Bie        | Radomír Šimůnek sr. | Henk Baars          |                              |
| 4  | 15 novembre  | Rome (Cyclo-cross de Rome)                 | Thomas Frischknecht | Daniele Pontoni     | Adrie van der Poel  |                              |
| 5  | 1er décembre | Gavere (Cyclo-cross d'Asper-Gavere)        | Daniele Pontoni     | Thomas Frischknecht | Danny De Bie        |                              |
| 6  | 10 décembre  | Diegem (Cyclo-cross de Diegem)             | Marc Janssens       | Daniele Pontoni     | Wim de Vos          |                              |
| 7  | 20 décembre  | Overijse (Druivencross)                    | Daniele Pontoni     | Thomas Frischknecht | Peter Van Santvliet |                              |
| 8  | 30 décembre  | Zarautz (Cyclo-cross de Zarautz)           | Daniele Pontoni     | Thomas Frischknecht | Henrik Djernis      |                              |
| 9  | 10 janvier   | Zillebeke (Cyclo-cross de Zillebeke)       | Daniele Pontoni     | Thomas Frischknecht | Richard Groenendaal |                              |
| 10 | 1er février  | Wetzikon (GP Wetzikon)                     | Daniele Pontoni     | Beat Breu           | Pavel Camrda        | Daniele Pontoni              |
| 11 | 15 février   | Harnes (Cyclo-cross de Harnes)             | Daniele Pontoni     | Danny De Bie        | Cyrille Bonnand     | Daniele Pontoni              |

### Classement général
| Pos | Coureur              | Points |
| --- | -------------------- | ------ |
| 1   | Daniele Pontoni      | 141    |
| 2   | Thomas Frischknecht  | 112    |
| 3   | Danny De Bie         | 94     |
| 4   | Henk Baars           | 81     |
| 5   | Peter Van Den Abeele | 75     |
| 6   | Adrie van der Poel   | 68     |
| 7   | Paul De Brauwer      | 61     |
| 8   | Marc Janssens        | 55     |
| 9   | Beat Wabel           | 55     |
| 10  | Wim de Vos           | 53     |